# فهرست ریاضیدانان
این یک فهرست از فهرست های ریاضیدانان است.
فهرستهای مبتنی بر ملیت، نژاد یا مذهب
- فهرست ریاضیدانان آفریقایی-آمریکایی
- فهرست ریاضیدانان آمریکایی
- فهرست ریاضیدانان چینی
- فهرست ریاضیدانان یونانی
- فهرست ریاضیدانان مجار
- فهرست ریاضیدانان هندی
- فهرست ریاضیدانان ایتالیایی
- فهرست ریاضیدانان آمریکایی یهودی
- فهرست ریاضیدانان یهودی
- فهرست ریاضیدانان مسلمان
- فهرست ریاضیدانان لهستانی
- فهرست ریاضیدانان روس
- فهرست ریاضیدانان اسلوونیایی
- فهرست ریاضیدانان اوکراینی
- فهرست ریاضیدانان ولزی

فهرست بر اساس حرفه
- فهرست آمارگیران
- فهرست نظریه بازی دانها
- فهرست هندسه دانان
- فهرست منطقدانان
- فهرست احتمالات دانها
- فهرست آماردانان

دیگر فهرست ها از ریاضیدانان
فهرست ریاضیدانان کمبریج
- لیست ریاضیدانان ناپیشه‌کار
- فهرست ریاضیدانان متولد قرن ۱۹
- فهرست صد ساله ها (دانشمندان و ریاضیدانان)
- فهرست فیلمهای درباره ریاضیدانان
- فهرست ریاضیدانان، پزشکان و دانشمندان تحصیل کرده در کالج عیسی، آکسفورد
- فهرست زنان ریاضیدان
- مشاجره گر ارشد (دانشگاه کمبریج)

## همچنین نگاه کنید
- The Mathematics Genealogy Project – database for the academic genealogy of mathematicians
- List of mathematical artists